# Breve historia del futuro
Breve historia del futuro es un ensayo de Jacques Attali, escrito en 2006, sobre el futuro económico, social y tecnológico de los próximos años.
En él, el autor hace un resumen, en primer lugar, de la historia de la humanidad, y más concretamente del capitalismo, con el fin de identificar las grandes tendencias que a su juicio marcan el devenir histórico. Usando dichas tendencias es como se deducen los posibles futuros de la humanidad para el siglo XXI.

## El pasado
En este aspecto, la tesis principal del libro es la identificación del aumento de la libertad individual sobre cualquier otra consideración como la pauta más permanente en la historia de la humanidad. 
Para ello se narra brevemente desde la prehistoria hasta el nacimiento del capitalismo, describiéndose como se ha ido pasando del nomadismo al sedentarismo y posteriormente por los tres Órdenes que afectan el desarrollo de las sociedades humanas: el ritual (religioso), el orden imperial (militar) y el mercantil (control de la economía). El Orden mercantil, es decir, el capitalismo liberal, poco a poco ha sustituido a los anteriores órdenes, las religiones y los imperios.

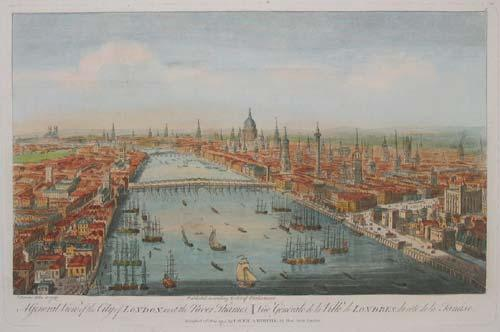
Londres fue el primer corazón que era a la vez capital del imperio que dominaba política y militarmente

Más detalladamente se estudia la historia del capitalismo, que Attali divide en nueve periodos o formas. En cada forma el sistema se ha organizado alrededor de una ciudad, el corazón, donde se almacena el capital necesario y en el cual se consigue atraer a la clase creativa (industriales, técnicos, científicos, financieros, artistas,…) unida por su gusto por lo nuevo, en continua evolución y competencia mutua. Todo corazón necesita una zona interior agrícola y un gran puerto para exportar sus productos. Para que una ciudad se convierta en un corazón debe atraer a la clase creativa, transformar un servicio en un nuevo producto industrial, financiar la innovación (independientemente de donde se produzca), desplegar un ejército, tomar el control de los recursos energéticos y medios de comunicación. Cuando las tecnologías desarrolladas se estancan, los beneficios industriales son superados por los de la especulación y el coste del mantenimiento de la hegemonía aumenta, el corazón deja paso a otra ciudad que haya desarrollado otra nueva tecnología, otra clase creativa.
A continuación se muestra un resumen de las formas que ha ido adoptando el Orden mercantil a lo largo de la historia, con la ciudad que hizo de corazón, las tecnologías principales que desarrollaron, los nuevos productos que comenzaron a producir de modo industrial, su dominio sobre los aspectos comerciales, financieros y militares (al menos de defensa de sus intereses comerciales), sus rivales, esto es, las ciudades que estuvieron en disposición de ser corazón y no lo lograron o países poderosos que no pasaron al Orden mercantil, y, finalmente, las causas y desencadenantes de su decadencia:
| Corazón                | Tecnología         | Producto                                           | Dominio                                    | Rivales                    | Decadencia                                |
| ---------------------- | ------------------ | -------------------------------------------------- | ------------------------------------------ | -------------------------- | ----------------------------------------- |
| Brujas (1200-1350)     | Timón de codaste   | Medios de transporte, Alimentos                    | Comercial y militar                        | Génova, Venecia            | Gran Peste, Pequeña Edad de Hielo         |
| Venecia (1350-1500)    | Galere da mercado  | Medios de transporte                               | Comercial, militar y financiero            | China                      | Agotamiento, Toma de Constantinopla       |
| Amberes (1500-1650)    | Imprenta           | Libros                                             | Financiero                                 | China, Portugal, Sevilla   | Depreciación y falta de acceso a la plata |
| Génova (1560-1620)     | Contabilidad       | Finanzas                                           | Financiero                                 | Francia, España            | Independencia de los Países Bajos         |
| Ámsterdam (1620-1788)  | Urca               | Medios de transporte, Alimentos, Prendas de vestir | Comercial, militar y financiero            | Francia, China, Inglaterra | Agotamiento, Revolución Francesa          |
| Londres (1788-1890)    | Máquina de vapor   | Medios de transporte                               | Comercial, militar, financiero y político. | Francia                    | Agotamiento, Crisis de 1882               |
| Boston (1890-1929)     | Motor de explosión | Medios de transporte                               | Comercial, militar, financiero y político. | Francia, Prusia            | Crisis de 1929                            |
| Nueva York (1929-1980) | Motor eléctrico    | Electrodomésticos                                  | Comercial, militar, financiero y político. | Francia                    | Crisis del petróleo de 1973               |
| Los Ángeles (1980-?)   | Microprocesador    | Comunicación y entretenimiento                     | Comercial, militar, financiero y político. | Tokio                      | ?                                         |

En el paso de una forma del Orden mercantil a otra se ha ido incrementando la libertad individual, han aumentado la riqueza y las desigualdades, se han transformado servicios en productos industriales creados en serie (en las dos últimas formas se ha sustituido el trabajo doméstico por electrodomésticos y los servicios administrativos y financieros por productos informáticos), los ingenieros, banqueros, mercaderes, artistas e intelectuales se han ido desplazando de corazón en corazón, ha aumentado la libertad de consumidores y ciudadanos y la alienación de los trabajadores. El Orden Mercantil, representado por la democracia de mercado se ha ido extendiendo por el mundo, los campesinos se han ido trasladando a las ciudades y ha aumentado la interconexión mundial.
El autor indica algunas “lecciones para el futuro”:
- La carencia es lo que fuerza a ir en busca de una nueva riqueza
- Ningún imperio dura para siempre
- Lo importante no es quien inventa una nueva tecnología, sino quien la desarrolla y comercializa
- El tiempo entre la invención de una innovación y su generalización es de aproximadamente medio siglo

## El presente (2006)
La novena forma del Orden mercantil triunfó al automatizar las actividades administrativas de las empresas. Este paso se dio en California y sus máximos exponentes son los ordenadores, Internet y el teléfono móvil, este último descrito por el autor como el mayor éxito comercial de la historia.
Estados Unidos se ha convertido en la superpotencia planetaria, el Orden Mercantil se extiende, aumentan las democracias de mercado y crece el PIB mundial.
Por otro lado las relaciones de fuerzas se modifican: Estados Unidos se estanca, Europa se debilita y Asia crece. El Pacífico es ahora el primer mar del mundo.
Mientras que Japón sigue siendo la segunda economía del mundo y China e India crecen con rapidez, la Europa económicamente unida pierde terreno: su población envejece, sus mejores elementos de la clase creativa emigran a EE. UU. y una parte importante de su industria se desplaza a Asia sin ser reemplazada.
Sin embargo, el autor también indica las contradicciones del sistema. En Estados Unidos el déficit exterior aumenta y es financiado cada vez más en el extranjero. Del sistema financiero norteamericano dice que es:

Proliferante, excesivo, ilimitado y sin control, exige rentabilidades que la industria no puede alcanzar, hasta el punto de que las empresas industriales prefieren prestar sus ganancias al sector financiero antes que invertirlas en sus propias actividades.

Además las desigualdades aumentan, tanto en Estados Unidos como en el resto del mundo. La agricultura mundial se estanca mientras la población crece. El crecimiento económico es generado en parte por la sobreexplotación de trabajadores de Asia y América Latina que fabrican los productos de bajo coste. Mientras, en África la renta per cápita ha bajado una cuarta parte desde 1987 hasta 2006. 
Los movimientos de población se aceleran y la violencia no cesa. 
Debido a los ataques del 11S y a las guerras de Afganistán e Irak, el coste de defensa de EE. UU. amenaza su propia supervivencia.

## El futuro

### El fin del imperio estadounidense
La novena forma del Orden mercantil llegará a su fin entre 2025 y 2030, cuando alcancen su límite físico (Ley de Moore) las tecnologías de almacenamiento de información a través de microprocesadores y de energía mediante baterías de litio. Otras innovaciones lineales están alcanzando ya su límite, como la agricultura o las nuevas energías. Estas tecnologías serán reemplazadas por las biotecnologías y las nanotecnologías, pero su viabilidad, seguridad y aceptación no será antes de 2025.

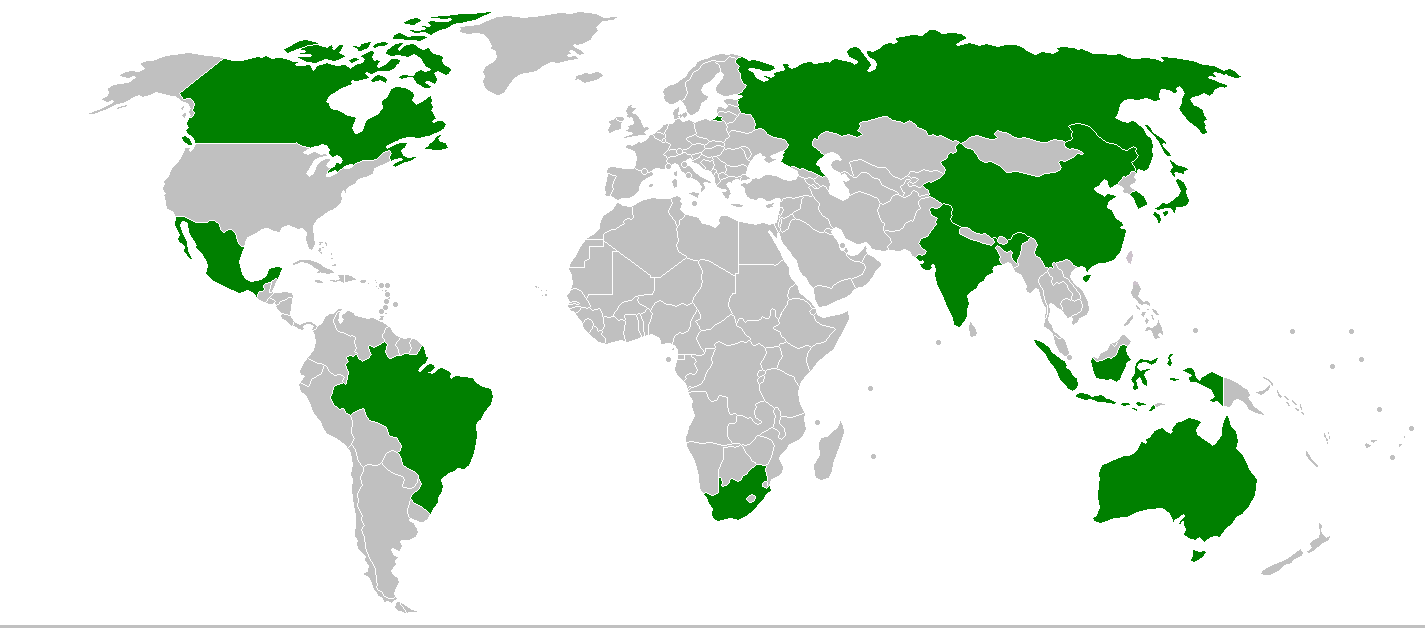
Las once nuevas potencias económicas mundiales del, según el autor

En el resto del capítulo el autor analiza el desarrollo de ciertos aspectos mediante las tendencias actuales en el periodo de 2006 a 2025.
EE. UU., pese a crisis temporales, seguirá teniendo el control de las tecnologías claves, mantendrá su supremacía militar y política y atrayendo a las élites y Los Ángeles seguirá siendo el centro de todo ello.
La Unión Europea es poco probable que se una políticamente, mientras que su peso demográfico y económico en el mundo seguirá bajando.
Surgirán once potencias económicas y políticas: China (segunda economía mundial, pero con grandes retos debido a su crecimiento), India (tercera economía mundial con unos problemas similares a China), Japón (excelente tecnológicamente, pero con poca población y en malas relaciones con sus vecinos), Rusia (primer productor de petróleo pero con graves problemas de infraestructuras y sanidad), Indonesia (con grandes recursos naturales y humanos, pero muchas tensiones internas), Corea del Sur (buena tecnológicamente y con una cultura de referencia en Asia, pero en peligro por Corea del Norte, tanto en caso de guerra como de reunificación), Australia, Canadá, Sudáfrica, Brasil (líder en agricultura) y México.
Desde el punto de vista social, seguirá incrementándose la precariedad, la competencia entre trabajadores, la necesidad de beneficios inmediatos y la movilidad de la población por trabajo. Los consumidores estarán por encima de los trabajadores. Los precios de los productos bajarán y la mayor parte del gasto se dedicará a servicios (educación, sanidad y seguridad). Las tecnologías de la información permitirán una conexión cada vez mayor.
Las mayores industrias serán los seguros y el entretenimiento. Debido a la precariedad todo girará en torno a protegerse y distraerse.
En los países desarrollados la población envejecerá cada vez más, debido al descenso de la natalidad provocado por el aumento de la libertad, en particular de las mujeres. El mayor peso político de los ancianos tenderá a imponer el presente y desplazar cargas sobre las generaciones futuras. Las pensiones serán cada vez más costosas para la población activa, y para mantenerlas, habrá que aceptar, o bien un aumento de los impuestos o de la natalidad o de la inmigración. En los países donde no se acepte a los extranjeros la población disminuirá y donde se acepten la población se trasformará. 
Se producirán grandes emigraciones: de China a Siberia, de Indonesia a Malasia y Tailandia, de África central a África austral o el norte de África, de Irak a Turquía y de Guatemala a México. Tanto los pobres como las élites del sur seguirán viajando al mundo desarrollado, EE. UU. y Europa. EE. UU. seguirá siendo el país más preparado para aceptar esa inmigración, las élites hispanas, afroamericanas y asiáticas le darán aún más fuerza. Este aumento demográfico explicaría por sí solo la permanencia del poder en EE. UU.
Cada vez más gente pasará de un país del norte a otro país del norte, tanto por motivos laborales, como por rechazar su país de origen. Así mismo cada vez más jubilados se trasladarán a países del sur con mejor clima y menor nivel de vida.
Sin embargo, el mayor movimiento de población se producirá del campo a las ciudades, sobre todo en el sur, donde, en 2035, la población urbana se habrá doblado. En treinta años habrá que triplicar las infraestructuras urbanas, lo que resultará en la mayoría de los casos prácticamente imposible. Los antiguos habitantes de las zonas rurales protagonizarán los movimientos sociales y políticos.
Hasta el momento el Orden mercantil ha logrado reemplazar las materias primas que se agotaban, normalmente a costa de cambiar de corazón (por ejemplo, con la desaparición de las tierras cultivables en Flandes o el carbón vegetal en Inglaterra). Sin embargo, los retos del siglo XXI son mayores:
- Materias primas: aunque su demanda se ha disparado, no escasearán durante este siglo y después se podrán seguir extrayendo del mar o incluso de la Luna.

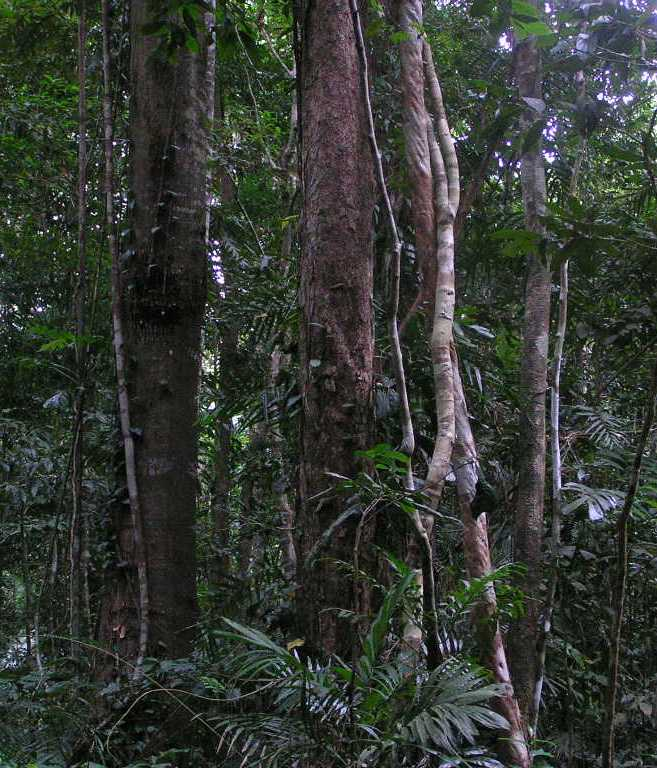
Según el autor, las amenazas ecológicas y la falta de alimentos y agua serán mucho más graves en el que la escasez de materias primas o energía

- Energía: aunque es posible que se agote el petróleo en cincuenta años, se espera que en veinte años se pueda convertir de modo económico el carbón en gas y el gas en petróleo, por lo que su disponibilidad será solo cuestión de precio; la energía nuclear se utilizará donde se acepten los costes políticos de sus desechos; las energías solar y eólica seguirán siendo minoritarias mientras no se puedan almacenar; y la fusión termonuclear, segura y casi inagotable, no estará lista hasta finales de siglo.
- Alimentos: debido al aumento demográfico para 2050 habrá que duplicar la producción agrícola mientras que se reduce el suelo cultivable por la presión urbanística. Esto requerirá la utilización de organismos genéticamente modificados, cuya inocuidad no está garantizada.
- Cambio climático: las emisiones de gases de efecto invernadero, según la mayoría de los expertos, incrementará la temperatura de la atmósfera y esto provocará catástrofes naturales de consecuencias financieras gigantescas. Las emisiones no se reducirán fácilmente: los países del norte se resistirán a cambiar su modo de vida y los del sur a frenar su crecimiento. Solo habrá un cambio cuando los países del norte vean la extrema gravedad de sus consecuencias y los del sur vean peligrar las inversiones. Según el autor, esto ocurrirá por la presión de las compañías de seguros y las opiniones públicas.
- Agua: la humanidad ha consumido o contaminado el 80% del agua dulce natural. Para poder tener agua para 2000 millones de personas habrá que administrar mejor al agua consumida por la industria, la agricultura y las ciudades y organizar una desalinización a gran escala. Esto aumentará el coste del agua.
- Biodiversidad: al ritmo actual en cuarenta años habrán desaparecido los bosques allí donde no hayan sido conservados. Esto y otras agresiones a la naturaleza provocará la extinción de numerosas especies y la disminución de la biodiversidad y poniendo en peligro la supervivencia de la humanidad.

Mientras que la producción de objetos industriales cada vez requiere menos tiempo y gastamos menos tiempo en trabajar y cocinar, los productos que aparecen en el mercado son cada vez más cronófagos: aumenta el tiempo de desplazamiento por el tamaño de las ciudades y el tiempo para formarse al aumentar los conocimientos. Y aunque aumentará la esperanza de vida, el tiempo necesario para aprender, amar o dormir seguirá siendo el mismo. El Orden mercantil habrá topado con la única realidad verdaderamente escasa, el tiempo, que no se puede producir, ni vender ni almacenar.
Entre 2025 y 2030, las empresas estadounidenses, primero las de Internet y luego el resto de las estratégicas, empezarán a ver a su propio país como enemigo de sus intereses comerciales y su imagen deteriorada como perjudicial para sus productos. Crearán menos empleos en Estados Unidos e invertirán menos en sus hospitales y universidades, incluso pasarán a manos de fondos de inversión de difusa nacionalidad y se asentarán en paraísos fiscales, perdiendo los accionistas estadounidenses la mayoría del beneficio y el estado norteamericano sus recaudaciones fiscales. Crecerán las tensiones entre los trabajadores, la clase media y las minorías. El dólar dejará de ser usado en muchas partes del mundo, Asia dejará de sufragar el déficit norteamericano y repatriará su capital para hacer frente a sus propios problemas y, finalmente, el modelo californiano se pondrá en tela de juicio. California dejará entonces de reunir a la mayor parte de la clase creativa y de ser el centro de las innovaciones financieras: será el fin de la novena forma. Estados Unidos podría pasar a ser una socialdemocracia de tipo escandinavo o una dictadura.
¿Dónde podría situarse el corazón de la décima forma?:

El autor pronostica que EE. UU. no seguirá siendo el imperio dominante en 2025

- California sería el sitio más probable, pues EE. UU. seguiría siendo la primera potencia mundial después de la crisis de 2025, y el sur de este estado el lugar elegido por el autor, entre el puerto de San Diego, las industrias tecnológicas de La Jolla y las universidades de Stanford y Berkeley. Pero es probable que no tenga ya la voluntad de ser el imperio dominante y necesite centrarse en sí mismo para arreglar sus desigualdades y defender su territorio.
- Londres tendrá a su favor su importancia financiera, su interés para las élites mundiales y su cercanía a Oxford y Cambridge, pero no poseerá un territorio industrial ni una infraestructura de transportes suficiente.
- Si la Unión Europea estuviera realmente unida política y militarmente el conglomerado urbano de Londres a Fráncfort del Meno, de Bruselas a París podría reunir el poderío financiero e industrial necesario. Pero esta unión no se producirá para el autor hasta que lleguen las terribles amenazas de hiperimperio y el hiperconflicto.
- Los países escandinavos tienen industrias punteras, excelentes universidades, petróleo, protección social y podrían atraer a la clase creativa del resto del mundo, pero a juicio el autor no poseen el ánimo de inmiscuirse en el resto del mundo.
- Tokio será muy importante industrialmente pero no será capaz de atraer los talentos extranjeros.
- Shanghái y Bombay serán las principales ciudades de las dos mayores potencias económicas, pero no habrán tenido tiempo de crear suficientes redes de comunicación, de infraestructuras, políticas y legales y capear la amenaza de provincias más atrasadas.

Por primera vez en la historia del Orden mercantil, el mercado será lo suficientemente poderoso y el coste de intercambio de datos tan reducido como para que los miembros de la clase creativa no necesiten vivir en el mismo lugar del mundo. La forma mercantil funcionará sin corazón.

### El hiperimperio: mercado sin democracia
En este capítulo el autor se opone expresamente a las tesis del Fin de la Historia, que indican que la democracia de mercado se irá imponiendo pacíficamente en un mundo policentrico, y cree que tras una fase inicial de estilo policentrico, entre 2025 y 2035, al final, el mercado, en su afán de nuevos beneficios, desmantelará primero los servicios públicos (sanidad, educación, seguridad y justicia), luego la democracia y finalmente los Estados.

La nanotecnología jugará un papel muy importante en el futuro, según el autor. En la imagen, representación animada de un nanotubo de carbono.

La nanotecnología permitirá almacenar mayor cantidad de información y energía en menor espacio y gastar menos energía y agua. El mercado reemplazará los servicios de educación, sanidad y soberanía por nuevos productos fabricados en serie, como ya ocurrió en el pasado con los servicios domésticos o de comunicación. Como en el pasado esto incrementará la productividad de la economía, pero esta vez debido a que afecta a servicios fundamentales del orden social, este sufrirá profundas modificaciones.
El autor denomina a estos productos vigilantes. Las compañías de seguros y de seguridad privada exigirán a sus clientes que reduzcan sus riesgos ajustándose a unas normas: que comer, que saber, como consumir, para los particulares; y para las empresas, como evitar catástrofes industriales o despilfarro de recursos. Para asegurarse que todo el mundo cumple esas normas, en primer lugar se producirá lo que el autor llama hipervigilancia, donde se seguirá el movimiento de cada objeto y cada persona, donde empresas privadas almacenarán todos los datos de cada individuo. Hacia en 2050, los productos vigilantes evolucionarán hacia autovigilantes, que permitirán controlar desde el consumo de agua de un edificio, a los parámetros médicos y a los conocimientos de cada uno. Estos productos acabarán reemplazando la mayoría de las funciones de médicos y profesores. Después se crearán dispositivos autoreparadores, tanto para sistemas artificiales (máquinas, puentes,…) como para el cuerpo humano. 
Estos productos gestionados por empresas privadas reducirán el gasto estatal y esto favorecerá cada vez más su acaparamiento de los servicios públicos. Los más ricos de la clase creativa y las principales empresas se sentirán cada vez menos apegados a ningún país y pasarán de país en país a su conveniencia. Para atraerlos, los diversos estados competirán entre sí, bajando los impuestos y privatizando aún más servicios. Las empresas que gestionen estos servicios se preocuparán más de los consumidores y menos de los trabajadores. Esto implicará mayor precariedad para los trabajadores. Hacia el 2050 se irán desmantelando los Estados y la clase media, su principal actor, volverá a la precariedad. Solo algunos países podrán conservar la lealtad de sus ciudadanos favoreciendo su creatividad, integración y movilidad social, mientras otros optarán por diversos tipos de dictaduras tratando de impedir la destrucción de la identidad nacional.
Finalmente el capitalismo destruirá todo lo que no se ciña a sus reglas. El mundo será un inmenso mercado y cada minuto se dedicará a producir, intercambiar o consumir valor mercantil. Con el triunfo de la libertad individual sobre el resto de consideraciones cada uno se preocupará solo de sí mismo, no se buscará la propia felicidad en la del otro y la soledad se acrecentará.
Pero, un mercado sin estado tiene ciertos problemas (aparición de cárteles, economía criminal o infrautilización de fuerzas productivas) que las empresas de seguros y de entretenimiento intentarán atajar creando formas de gobernación planetaria autoproclamadas. En la actualidad, en el ámbito bancario, el comité de Basilea ya dicta reglas contables y financieras a todo el mundo sin necesidad de una ley que las ampare y según el autor, en el futuro intentará hacer surgir una cuasi-moneda mundial. Así mismo las principales profesiones y sectores crearán normativas mundiales, creando en muchos casos cuasi-impuestos o utilizando policías privadas. La “gobernación” será un nuevo mercado. Las primeras de estas organizaciones estarán dominadas por EE. UU., como la actual ICANN, aunque poco a poco se irán independizando de él. El autor señala a la Federación Internacional de Fútbol como un buen ejemplo de organización actual que define como será la gobernación global del hiperimperio: controla las grandes cantidades de dinero que los medios de comunicación dedican a este deporte sin que sea supervisada por nadie y sin que haya sido proclamada por ningún estado.

### El retorno del nomadismo
Otra de las tendencias que describe el autor es la de la vuelta al nomadismo, al menos entre los más ricos. Este cambio se solapa temporalmente con el resto de tendencias descritas en el libro y estará propiciado por los avances en transportes y en tecnologías de la comunicación.
El autor denomina objetos nómadas a aquellos que pueden ser transportados. El primero en ser producido en serie fue el libro y en la actualidad el teléfono móvil e Internet son los principales objetos industriales en la novena forma. Del mismo modo en los próximos años teléfono, televisión, libro e Internet se unirán en un solo dispositivo y se integrará en el cuerpo de algún modo, permitiendo la hipervigilancia.
Hacia el 2020 las principales empresas serán cada vez más nómadas y se organizarán a modo de “compañías teatrales” o “circos”. Las primeras serán agrupaciones provisionales de individuos que reúnan las competencias y capitales necesarios para realizar una tarea determinada. A la finalización de esta tarea se dispersarán. La mayoría de las microempresas serán de este tipo y vivirán en un entorno de competencia despiadada. Por el contrario las organizadas a modo de “circos” serán mayores, más estables, mucho más escasas y se unirán en torno a una marca. Serán ensambladoras de los módulos fabricados por múltiples “compañías de teatro” a las que emplearán. 
Con la paulatina desaparición de los estados emergerán dos nuevos tipos de empresas, en cuanto a sus objetivos, las “empresas piratas” y “relacionales”. Las primeras irán desde las que realicen actividades lícitas sin respetar algunas leyes (principalmente las fiscales) a las que se dediquen a actividades criminales y recurran a la violencia. Serán los actores clave del hiperconflicto. Como reacción a los problemas de la globalización mercantil surgirán las empresas relacionales, sin ánimo de lucro, que recrearán la gratuidad y el voluntariado de modo conjunto al mercado. Su propia existencia impulsará la hiperdemocracia.
Mientras, en el contexto del hiperimperio solo permanecerán sedentarios los que no puedan ser nómadas: los contrarios al riesgo, demasiado débiles, jóvenes o viejos. 
La clase alta del hiperimperio serán unas decenas de millones de hipernómadas. Sus principales características serán su necesidad de aprendizaje, su curiosidad, su habilidad de manipulación y su ilimitado egoísmo. Los más cínicos de ellos serán los dueños de las empresas piratas, mientras que los más altruistas desarrollaran las empresas relacionales.
La clase media serán los nómadas virtuales, unos 4.000 millones de sedentarios asalariados cualificados. Deberán mantener su empleabilidad, es decir, su buena forma para trabajos físicos y su saber para trabajos intelectuales e imitarán el nomadismo de la clase alta.
Los infranómadas serán los 3.500 millones de personas que no superen el umbral de la pobreza. Ni los Estados en recesión ni el mercado podrán sacarlos de la pobreza y serán los principales actores y víctimas del hiperconflicto. Serán, así mismo, los principales vencedores de la hiperdemocracia.

### El hiperconflicto: el aumento de la violencia
En este capítulo el autor anuncia un incremento de la violencia en el siglo XXI y analiza sus causas (aumento de los actores que intervienen en la violencia, mayor descontento y más y nuevas armas), las tácticas que Occidente usará contra sus enemigos (armarse, aliarse, negociar, ayudar, disuadir y atacar) y el tipo de guerras que se producirán (de escasez, de frontera, de influencia y entre “piratas” y sedentarios). Por último advierte que sobre el 2050, en el contexto del hiperimperio, todas estas formas de violencia podrían confluir en un único conflicto, un hiperconflicto, de proporciones planetarias y consecuencias catastróficas.
Los primeros actores que se sumarán a los conflictos bélicos serán las nuevas potencias que emergerán del orden policéntrico. Crecerán las disputas por la hegemonía regional: China disputará a Rusia sus regiones fronterizas y a Japón y Estados Unidos el este de Asia, mientras que Rusia intentará dominar Europa, India y Pakistán se enfrentarán e Irán intentará dominar el Islam.
Además, con el vacío de poder dejado por el declive de los Estados, aumentará el papel jugado por los que el autor reúne bajo el nombre de “piratas”: mafias, bandas de delincuentes y movimientos terroristas. Habrá más Estados-pirata, en manos de señores de la guerra, que controlarán regiones, oleoductos y materias primas, como actualmente ocurre con Somalia o Afganistán. Crecerá el número de ciudades dominadas por delincuentes y narcotraficantes, donde ni la policía ni el ejército se atreve a entrar, como ocurre hoy en día en Brasil o Nigeria. Bandas mafiosas, con el apoyo de hipernómadas (químicos, financieros,…), controlarán regiones enteras y amenazaran a jueces y políticos que se pongan en su camino, como ya es el caso de Colombia. Agrupaciones políticas o religiosas sin base territorial intentarán destruir el Orden mercantil, como Al Qaeda. Surgirán nuevas formas de amenaza, muchedumbres de infranómadas movidos por el hambre y la desesperanza pueden intentar asaltar Occidente por la fuerza. 
Para combatir a los piratas, con el Estado en recesión, proliferarán las empresas de mercenarios. Primero darán servicios de protección y seguridad y posteriormente de ataque e incluso sustituirán al ejército en misiones en el extranjero, abierta o subrepticiamente. Algunas de estas empresas respetarán las convenciones de Ginebra, pero a juicio del autor, en vista de la tortura en Irak y el trato a los prisioneros de Guantánamo, la mayoría de ellas, así como los gobiernos que las contraten, no respetarán regla alguna. 
El descontento de los laicos irá en aumento de modo parejo a la decadencia del imperio americano. Cada vez más gente se unirá en sus críticas, primero de Estados Unidos, dominador e imperio. En segundo lugar, sobre el mercado, que no habrá suprimido la pobreza ni la explotación, que habrá puesto el poder en manos de unos pocos y, con la hipervigilancia, se habrá convertido en una de las formas más absolutas de dictadura. Se atacará entonces a la democracia, como una excusa para mantener la opresión. El autor indica que la mayor parte de estas críticas no irán acompañadas de alternativas.

El Orden mercantil será, por tanto, acusado, con toda razón, de ser para muchos, y debido a su propia naturaleza, fuente de miserias, injusticias, precariedad, desórdenes, despilfarros, trastornos ecológicos, inmoralidad, destrucción de las identidades, transgresión de las normas religiosas y opresión.

Mientras, algunos creyentes propondrán el regreso de la teocracia. Para muchos de ellos el Orden mercantil y la libertad humana son contrarios al mandato de Dios y desestabilizan la familia, principal transmisor de la fe. El cristianismo y el islam serán las principales religiones en contra del Orden mercantil.
En la Iglesia católica, que se opuso en principio a la razón, la ciencia y el Orden mercantil, aunque al final acabó cediendo ante ellos, podrían aparecer quienes se radicalicen y se acerquen a esas posturas iniciales. Aunque habrá otros que sigan defendiendo la no violencia, la justicia y el amor.
En Europa, ciertas Iglesias se opondrán al mercado y a la Unión Europea. La religión volverá a la política, de la mano, especialmente, de la extrema derecha. 
Algunas Iglesias protestantes, principalmente el evangelismo estadounidense, tendrán cada vez mayor influencia política. Según el autor, propondrán que Occidente ya no defienda los valores de la democracia, sino los del cristianismo, y podrían llevar a EE. UU., hacia el 2040, a una especie de dictadura teocrática. Además continuarán con su expansión entre las capas más pobres y las minorías étnicas de América Latina, África y Asia. 
Las iglesias evangélicas protagonizarán un fuerte enfrentamiento con el islam en todo el mundo. Mientras, el Vaticano jugará un papel decisivo al decidir si aliarse con el islam contra el capitalismo o enfrentarse a él.
Por su parte, el islam, aunque a juicio del autor, no es de por sí más intolerante que el resto de las religiones monoteístas, en la actualidad, casi todos los países donde es la religión dominante son teocracias y dictaduras. El autor espera que, debido al crecimiento económico y a las nuevas generaciones, se potencie el lado tolerante del Islam, aunque ciertos sectores querrán combatir al cristianismo mediante la guerra.
Los teólogos más radicales, como Sayyid Mawdudi, Sayyid Qotb o Jomeini, han defendido conceptos como la única soberanía política del Corán, la persecución tanto de los infieles como de los musulmanes de otras tendencias o la guerra como arma de conversión. Muchos buscarán la construcción de imperio teocrático musulmán.
Otros grupos como Al Qaeda, de corte nihilista, solo buscarán la destrucción de EE. UU., Europa, el mercado o la democracia, sin ofrecer otro proyecto. Mientras, se seguirá usando el islam para defender reivindicaciones nacionalistas, como ya hicieron los almohades, el FIS argelino o el Hamás palestino.
Sin embargo, la principal fuerza del Islam será la demografía. En 2020 pueden superar en número a los cristianos.
En el terreno del armamento, se desarrollarán nuevas armas basadas en el concepto de vigilancia: los ejércitos crearán redes para seguir movimientos sospechosos, robots terrestres y voladores exploraran el territorio enemigo y las simulaciones tendrán un papel creciente. Así mismo, bombas electrónicas podrán neutralizar el sistema de comunicaciones del enemigo.
Por su parte, las armas no convencionales se extenderán cada vez más. Según el autor, en 30 años quince países podrían tener armas atómicas, primero Irán, luego Japón y más tarde, Egipto, Turquía, Indonesia, Australia, Brasil o Arabia Saudí. Se podrían utilizar armas nucleares tácticas. Debido a la crisis energética, cada vez más países tendrán centrales nucleares civiles, lo que hará más fácil conseguir desechos radiactivos con los que construir bombas radiológicas.
También se desarrollara nuevas armas químicas, biológicas (en algunos casos diseñadas especialmente contra algunas minorías étnicas) o nanotecnológicas. Empresas privadas desarrollaran estas armas y mafias, mercenarios y guerrillas podrán acceder a ellas debido a su bajo coste.
Las tácticas que utilizarán los países desarrollados serán:
- Armarse: No solo EE. UU. incrementará su presupuesto de defensa, también lo harán Europa, India, China, Rusia y Japón.
- Aliarse: para hacer frente a unos costes en aumento estas naciones unirán efectivos, en algunos momentos bajo la Alianza Atlántica, en otros bajo las Naciones Unidas. Más adelante se incorporaran a la Alianza Atlántica las principales empresas privadas de mercenarios.
- Aislarse: Hacia 2035 ante unos costes y amenazas crecientes se intentará cerrar occidente al exterior, pero esta estrategia fracasará.
- Negociar: Tanto la ONU como un número creciente de otras organizaciones, como la Comunidad de Sant'Egidio o la Fundación Carter, intentarán prevenir la violencia.
- Ayudar: Occidente intentará que los países enemigos se conviertan en democracias de mercado, pero según el autor, esto solo será posible con cambios desde el interior de esos países.
- Disuadir: Contra los estados claramente belicosos solo funcionará la disuasión.
- Atacar: Contra los piratas que no tienen territorio que defender, solo cabra el ataque preventivo. El aumento de las potencias nucleares y su posible caída en manos de piratas incrementará el riesgo de una guerra atómica.

Mientras tanto se seguirá luchando por el petróleo, tanto en los lugares de producción como de transporte, y por el agua (son las guerras de escasez). Habrá tanto guerras por unificar etnias y pueblos como por impedir toda clase de secesiones, es decir, habrá múltiples guerras civiles y es de esperar que vuelvan a ocurrir genocidios como en el pasado. Adquirir o conservar una zona de influencia o acallar problemas internos seguirán siendo habituales a la hora de iniciar conflictos entre países. 
Los piratas (religiosos, nihilistas o solo criminales) intentarán acabar con los sedentarios y quizás lo consigan, como ya le pasó al Imperio Romano.

No será el África de mañana la que se parecerá un día al Occidente de hoy, sino Occidente entero el que podría mañana recordarnos al África de hoy

Si todos los conflictos anteriores confluyen en un mismo momento, se producirá el hiperconflicto. Con el advenimiento del hiperimperio, los estados no tendrán la capacidad de pararlo. Podría iniciarse en Taiwán, México u Oriente próximo, donde se unen los principales conflictos o con un ataque nuclear por sorpresa de Irán y Pakistán contra occidente.

## Adaptaciones
Breve historia del futuro ha sido adaptado por Pécau y Damián, en la forma de un cómic en 3 volúmenes editado por Delcourt. El primer volumen se publicó en octubre de 2008. 